# Treron bicinctus
Treron bicinctus é uma espécie de ave pertencente à família dos columbídeos. É encontrado na Ásia tropical ao sul do Himalaia, em partes do subcontinente indiano e no sudeste da Ásia. Como outros pombos verdes, alimenta-se principalmente de pequenas frutas.
Seu nome popular em língua inglesa é "Orange-breasted green pigeon".